# Christos Giagos
Christos Giagos (født 23. januar 1990) er en amerikansk professionel MMA-udøver af græsk afstamning, der konkurrerer i Lightweightdivisionen i UFC. Han er mest kendt for at have besejret danske Damir Hadžović den 1. juni 2019 på UFC Fight Night 153 i Stockholm i Sverige.

## Baggrund
Giagos blev født og opvoksede i det sydlige Californien. Giagos konkurrerede i brydning i high school og begyndte at træne i MMA i en alder af 19 år i 2009.

## MMA-karriere

### Tidlig karriere
Giagos fik sin professionelle kampsportdebut i 2009 hvor han konkurrerede i lightweight på lokale stævner i hele Californien. Han var i stand til at opbygge en rekordliste på 10-2, hvor han herunder vandt RFA Lightweight Championship den 22. august 2014 med en TKO-sejr mod Dakota Cochrane. Som gevinst skrev Giagos kontrakt med UFC i efteråret 2014.

### Ultimate Fighting Championship
Giagos fik sin UFC-debut mod Gilbert Burns den 25. oktober 2014 på UFC 179. Han tabte kampen via submission i første omgang.
Giagos mødte Jorge de Oliveira den 21. marts 2015 på UFC Fight Night 62. Giagos vandt kampen via submission i første omgang.
Giagos mødte Chris Wade den 6. juni 2015 på UFC Fight Night 68. Han tabte kampen via enstemmig afgørelse og blev derefter løsladt af organisiitonen .

### Absolut Championship Berkut
Han fik sin debut i Rusland organisation, ACB mod Alexandre Pimentel fra Brasilien på ACB 51: Silva vs. Torgeson den 13. januar 2017. Han vandt kampen via enstemmig afgørelse.
I sin anden kamp mødte han Shamil Nikaev på ACB 71: Yan vs. Mattos den 30. september 2017. Han tabte kampen via delt afgørelse.

### Tilbagevenden til UFC
Giagos vendte tilbage til UFC mod Charles Oliveira den 22. september 2018 på UFC Fight Night 137 . Han tabte kampen via submission i 2. omgang.
Giagos mødte Mizuto Hirota den 2. december 2018 på UFC Fight Night 142. Han vandt kampen via enstemmig afgørelse.
Giagos mødte danske Damir Hadžović den 1. juni 2019 på UFC Fight Night 153 i Stockholm i Sverige. Han vandt kampen via enstemmig afgørelse.